# إبراهيم الإبراهيم
إبراهيم الإبراهيم سياسي واقتصادي قطري يشغل منصب المستشار الاقتصادي لأمير قطر واحد المسؤولين الاقتصاديين عن مشروع الوحدة النقدية الخليجية، أمين عام الأمانة العامة للتخطيط التنموي سابقاً.
، وكذلك شغل سابقا منصب أمين عام الأمانة العامة للتخطيط التنموي في قطر.
وكان قد اختير ليشغل منصب الأمين العام للأمانة العامة للتخطيط التنموي عام 2006. تولى الدكتور إبراهيم الإبراهيم قيادة مشروع رؤية قطر الوطنية 2030 ويقود جهود وضع الإستراتيجية الوطنية الأولى لدولة قطر للمساعدة في تحديد وسائل تحديد وسائل تحقيق الرؤية. للدكتور إبراهيم خبرات احترافية متميزة في مجال صناعة النفط والغاز، ويشغل منصب نائب رئيس مجلس إدارة شركة رأس غاز المحدودة ورئيس لجنة التسويق فيها. وهو عضو مجلس إدارة شركة قطر للبترول وشركة قطر للغاز وشركة صناعات قطر ونائب رئيس مجلس إدارة شركة إدارة شركة قطر للبترول الدولية والمصرف الصناعي.
عمل الدكتور الإبراهيم أستاذا مشاركا في الأعمال الاقتصاد والطرق الكمية في جامعة هاواي، هونولولو، بالولايات المتحدة الأمريكية من عام 1970 حتى عام 1978. ثم مديراً للإدارة الاقتصادية في منطقة الأقطار العربية المصدرة للنفط (أوابك) التي مقرها الكويت، من عام 2979 حتى 1986 وشغل منصب كبير الباحثين في معهد أوكسفورد لدراسات الطاقة في أوكسفود بإنكلترا، من عام 1986 حتى 1988. حصل على درجة الدكتوراه في إدارة الأعمال من جامعة نيويورك عام 1969 ونشرت بحوثة العلمية على نطاق دولي في مجالات التنبؤات الاقتصادية واقتصاد الأعمال واقتصاديات الطاقة وغيرها.

## وصلات خارجية
- الإبراهيم في أحد الاجتماعات[وصلة مكسورة]